# Dolné Dubové
Dolné Dubové (deutsch Unterdubowan, ungarisch Alsódombó) ist eine Gemeinde im Westen der Slowakei mit 765 Einwohnern (Stand 31. Dezember 2024). Sie gehört zum Okres Trnava, einem Teil des Trnavský kraj.

## Geographie
Die Gemeinde befindet sich im Hügelland Trnavská pahorkatina am Bach Dubovský potok. Oberhalb des Ortes ist der Stausee Dolné Dubové eingerichtet. Das Ortszentrum liegt auf einer Höhe von 196 m n.m. und ist 16 Kilometer von Trnava entfernt.
Nachbargemeinden sind Kátlovce im Norden, Jaslovské Bohunice im Osten und Südosten, Špačince im Süden, Dolná Krupá im Westen und Horné Dubové im Nordwesten.

## Geschichte

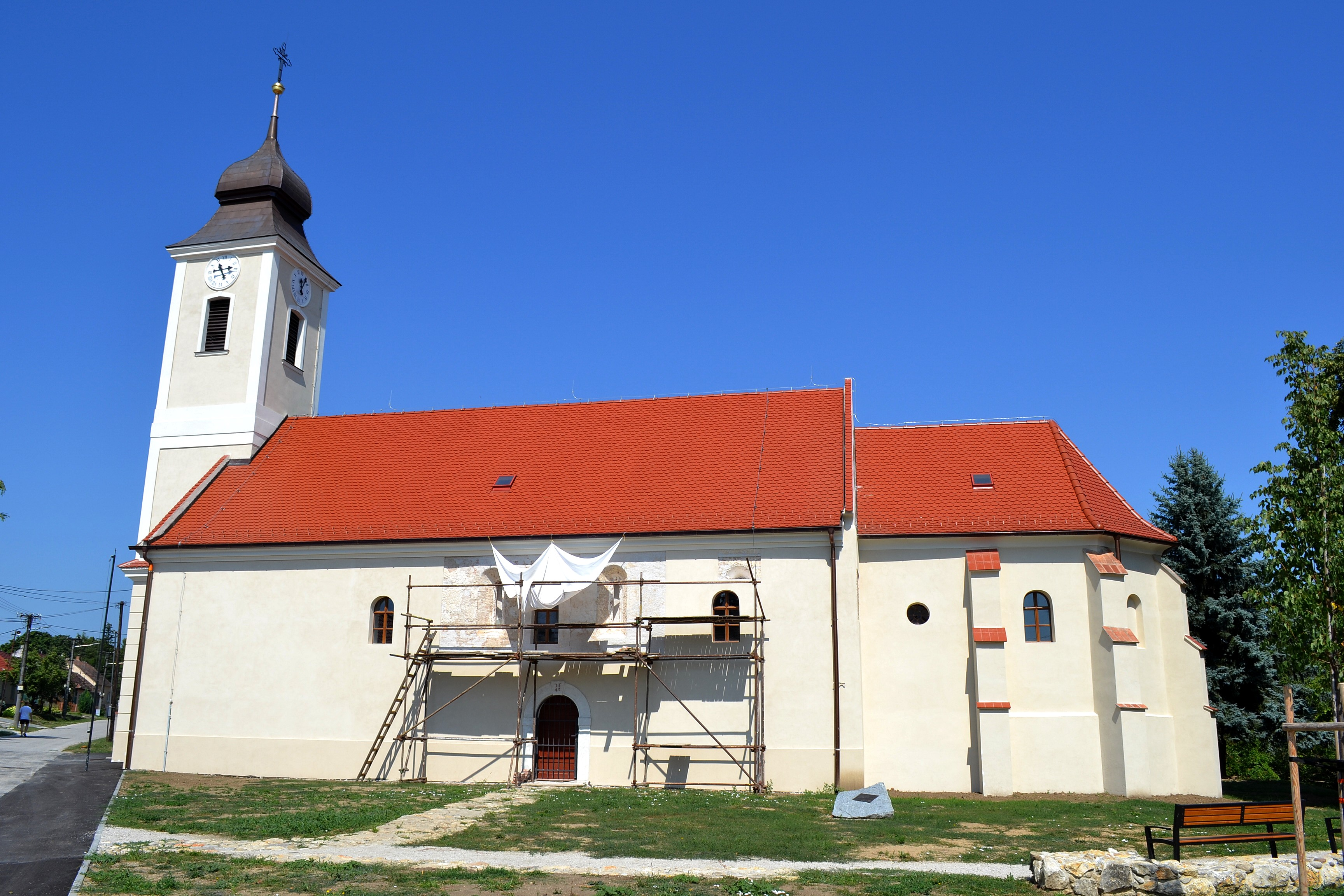
Kirche in Dolné Dubové

Dolné Dubové wurde zum ersten Mal 1262 als Dombou schriftlich erwähnt. 1828 zählte man 76 Häuser und 546 Einwohner, deren Haupteinnahmequellen Landwirtschaft und Weinbau waren.
Bis 1918 gehörte der im Komitat Pressburg liegende Ort zum Königreich Ungarn und kam danach zur Tschechoslowakei beziehungsweise heute Slowakei.

## Bevölkerung
| Jahr                | 1994 | 2004   | 2014     | 2024     |
| ------------------- | ---- | ------ | -------- | -------- |
| Anzahl der Personen | 640  | 592    | 670      | 765      |
| Unterschied         |      | −7,5 % | +13,17 % | +14,17 % |

| Jahr                | 2023 | 2024    |
| ------------------- | ---- | ------- |
| Anzahl der Personen | 775  | 765     |
| Unterschied         |      | −1,29 % |

Nach der Volkszählung 2011 wohnten in Dolné Dubové 645 Einwohner, davon 635 Slowaken und acht Tschechen. Zwei Einwohner machten diesbezüglich keine Angabe. 608 Einwohner bekannten sich zur römisch-katholischen Kirche sowie jeweils ein Einwohner zur Brüderkirche und zur evangelischen Kirche A. B. 30 Einwohner waren konfessionslos und bei fünf Einwohnern wurde die Konfession nicht ermittelt.

## Bauwerke
- römisch-katholische Kirche Mariä Himmelfahrt im gotischen Stil aus dem 14. Jahrhundert, 1642 und 1794 umgebaut
- Gedenkhaus für Jozef Ignác Bajza

## Persönlichkeiten
Söhne und Töchter der Gemeinde:
- Anton Mihálik (1907–1982), SDB, katholischer Priester, Jugendseelsorger, religiöser Gefangener (zu 6 Jahren Gefängnis verurteilt).[5]